# Martin Kuchejda
Martin Kuchejda (* 30. September 1957 in Gelsenkirchen) ist ein deutscher Autor, Regisseur und Textdichter.

## Leben und Werk
Martin Kuchejda studierte nach dem Besuch der Volksschule und dem Abitur am Gelsenkirchener Leibniz-Gymnasium Theater-, Film- und Fernsehwissenschaften sowie Neue und Mittlere, Alte Geschichte an der Universität zu Köln. 1986 schloss er das Studium mit dem Magister Artium ab. Während des Studiums arbeitete er als Requisiteur beim Circus Roncalli (1980) und absolvierte eine Hospitanz beim WDR-Fernsehspiel (1983).
1987 begann sein beruflicher Werdegang als Öffentlichkeitsdramaturg an der Werkstattbühne Düsseldorf. 1988 wechselte Kuchejda ins Kulturzentrum Brotfabrik nach Bonn und übernahm die künstlerische Leitung im Theaterbereich. Ab 1989 leitete er das Kulturzentrum Bruno-Goller-Haus in Gummersbach. Im Jahr 2011 wurde er in den Vorstand des Kulturbetriebs der Stadt Gummersbach AöR berufen. Seit 2013 leitet er das Gummersbacher Veranstaltungszentrum Halle 32. Seine Arbeit als Autor umfasst zahlreiche Theaterstücke, Kriminalromane, Sachbücher und Songtexte. Martin Kuchejda führte zudem vielfach Regie bei Theater- und Musicalproduktionen.

## Arbeit fürs Theater
- 1989 Autor und Regisseur von „Ich, Joseph Carey Merrick, der Elefantenmensch“ mit Max Osterritter, Uraufführung: Brotfabrik Bonn
- 1995 Autor, Regisseur und Lichtdesigner von „Die Inneren Reichtümer“ mit Loni Schroer, Ulrich Bärenfänger und Jörg von Winterfeld, Uraufführung:  Bruno-Goller-Haus, Gummersbach
- 1995 Autor, Lichtdesigner und Regisseur von „Light by Light - Der Schatten eines Mannes“, Uraufführung: Bruno-Goller-Haus, Gummersbach
- 1997 Co-Autor (mit Boris Dennulat) und Regisseur von „David Copperfield“, Uraufführung: Theater der Stadt Gummersbach
- 1997 Autor von „Titanic/Sternennacht“, Regie: Dietmar Kobboldt, mit ct201 freies theater köln e.V., Uraufführung: Bruno-Goller-Haus, Gummersbach, Kölner Premiere: ART-Theater, nominiert für den Kölner Theaterpreis[1]
- 1999 Autor, Regisseur und Mitwirkender in „Strahlungen“ 24-stündiges vernetztes Theaterprojekt zum Thema Che Guevara, Bruno-Goller-Haus, Gummersbach
- 2000 Autor, Lichtdesigner und Regisseur von LIGHT BY LIGHT/PART V „Chaplin“, Uraufführung: Bruno-Goller-Haus, Gummersbach
- 2001 Autor von „Mythos“, Regie: Dietmar Kobboldt, mit ct201 freies theater köln e.V., Uraufführung: Bruno-Goller-Haus, Gummersbach, Kölner Premiere: Studiobühne Köln[2]
- 2005 Autor und Regisseur von „Finale/Vom Überstehen des näüchtlichen Sturmes“ für und mit Christoph Latos, Uraufführung: Bruno-Goller-Haus, Gummersbach[3]
- 2009 Autor, Regisseur und Lichtdesigner von „Die Hexe und das Mädchen“, Jubiläumsrevue zum Jahrestag der 900. Ersterwähnung Gummersbachs, Theater der Stadt Gummersbach[4]
- 2010 Autor, Regisseur und Lichtdesigner  von „Hagen von Tronje“ ein Nibelungenmusical, Theater der Stadt Gummersbach[5]
- 2014 Autor und Regisseur von „Titanic/Sternennacht“ (Musical), Halle 32/Gummersbach[6]
- 2015 Autor von „Bleib dran“ (Schauspiel), Inszenierung: Gregor Leschig u. a. mit Christoph Bautz, Beitrag zum Bergischen Theaterfestival, Halle 32/Gummersbach[7]
- 2016 Autor von „Das Familienfest“ (Schauspiel), Inszenierung: Gregor Leschig, Studiobühne der Halle 32, Gummersbach
- 2019 Co-Regie für das Musical „Socken im Kühlschrank“ (mit Christine Bretz) von Joachim Kottmann, Halle 32, Gummersbach
- 2020 Bühnenfassung und Regie für „Kuno Knallfrosch“ (Musical für Kinder) u. a. von Andreas Schnermann, Bühne 32, Gummersbach
- 2021 Autor und Regisseur von „Mandylion“ (Musiktheater), mit Stefan Heidtmann, Johannes Schwarz, Barbara Saliu und Dirk Loh, Halle 32, Gummersbach
- 2022 Autor von „Sonnenmarsch“ – Rockoper, Komponist Jens Berens, Regie übernommen von dem verstorbenen Gregor Leschig, u. a. mit Uli Bärenfänger, Halle 32, Gummersbach
- 2022 Autor des Kinder-Musicals „Schwalbe Sterni rettet die Welt“, Illustrationen Ralf Marcinczik, Musik: Joachim Kottmann, Matthias Ebbing und Elo von Knorre

## Veröffentlichungen (Auswahl)
- 1981 „… als hätten wir nur Spaß gehabt. Eine Begegnung mit dem Circus Roncalli.“ Farin & Zwingmann-Verlag, Gelsenkirchen
- 1990 „Lancer – der Tod des John F. Kennedy“ (Stückabdruck), Herausgeber: Stromkilometer 655/Theaterproduktion Bonn
- 1992 „Der Brand des Goldenen Tempels – Visionen über Yukio Mishima“, (Stückabdruck), Herausgeber: Stadt Gummersbach im Rahmen der Japanischen Wochen 1992.
- 1997 „Titanic/Sternennacht“ (Stückabdruck), Herausgeber: ct201 freies theater köln e.V.
- 2000 Katalogbuch „Bettina Ballendat“ (Herausgeber), Beiträge u. a. von Rolf Jessewitsch und Bernd Kolberg, Wienand-Verlag, Köln
- 2001 „Es geschah um 12 Uhr – Protokoll einer Katastrophe“, Gronenberg-Verlag, Wiehl
- 2005 „Herbstwind“, Verlagskontor Osberghaus, Gummersbach
- 2011 „Frühlingsduft“, Juhrverlag/Gardez
- 2014 „Winterlicht“, Juhrverlag/Gardez

2015 bis 2017 Beiträge zu Anthologien aus dem Juhrverlag

## CD-Produktionen
- 2002 „Out of Box – Live“, Texte und Produktion
- 2009 „Gummersbach rockt“, Texte und Produktion
- 2013 „Eintagsflieger – Über den Tag hinaus“, CD-EP

## Ehrungen
- 1999 Ehrenmitglied von ct201 freies theater köln e.V.
- 2010 Verleihung der goldenen Jubiläumsmedaille der Stadt Gummersbach für die Verdienste im Rahmen des Stadtjubiläums zur Ersterwähnung vor 900 Jahren
- 2015 Ehrenmitglied des Musical-Projekts Oberberg

## Sonstiges
1992 Projektleiter von „Konnichiwa Nippon/Guten Tag Japan“, Japanische Wochen Gummersbach 1992